# Madre Maria José de Jesus
Maria José de Jesus O.C.D., nascida Honorina de Abreu (Rio de Janeiro, 18 de fevereiro de 1882 - 11 de março de 1959), foi uma freira carmelita brasileira. Atualmente é considerada Serva de Deus pela Igreja Católica em vista dos trâmites que buscam sua beatificação.

## Biografia
Era filha do historiador Capistrano de Abreu. Perdeu a mãe aos 9 anos. 
Aos 20, passou pelo que o pai chamou de "crise religiosa", e decidiu entrar para o Convento de Santa Teresa, da Ordem das Carmelitas Descalças.
A decisão contrariou o pai, que era agnóstico e se queixou repetidamente da opção da filha, em cartas a amigos como Manuel Bandeira: “Acho, porém, o caso dela pior que a morte", escreveu.
A Madre Maria José de Jesus falava sete idiomas, entre eles o latim. Traduziu para o português as obras completas de Santa Teresa d'Ávila e a Imitação de Cristo de Tomás de Kempis.